# Al-Hamidiyah
Al-Hamidiyah (tiếng Ả Rập: الحميدية, đã Latinh hoá: al-Hamidiyya, tiếng Hy Lạp: Χαμιδιέ) là một thị trấn trên bờ biển Syria, cách biên giới Liban khoảng 3 km. Thị trấn được thành lập trong một thời gian rất ngắn theo lệnh trực tiếp của Quốc vương Ottoman 'Abdu'l-Hamid II vào khoảng năm 1897, để làm nơi ẩn náu cho cộng đồng Hồi giáo Cretan nói tiếng Hy Lạp, buộc phải rời khỏi đảo Crete trong những năm 1897-98 Chiến tranh Greco-Thổ Nhĩ Kỳ và được tái định cư bởi Quốc vương ở Hamidiyah và các khu vực ven biển khác của Levant và đến tận Libya. Phần lớn vẫn nói tiếng Hy Lạp Cretan trong cuộc sống hàng ngày của họ. Theo Cục Thống kê Trung ương Syria, al-Hamidiyah có dân số 7,404 trong cuộc điều tra dân số năm 2004.
Thị trấn vẫn nằm dưới sự kiểm soát của Chính phủ Syria trong cuộc Nội chiến Syria.

## Cộng đồng người Cretan
Người Hồi giáo Cretan chiếm 60% dân số, khoảng 3.000 người. Các hồ sơ cho thấy cộng đồng rời khỏi đảo giữa năm 1866 và 1897, khi cuộc nổi dậy của người Cretan cuối cùng chống lại Đế chế Ottoman, chấm dứt Chiến tranh Greco-Thổ Nhĩ Kỳ năm 1897. Quốc vương Abdul Hamid II đã cung cấp cho các gia đình Hồi giáo Cretan trốn khỏi đảo để lánh nạn trên bờ biển Levantine. Khu định cư mới được đặt tên là Hamidiye theo tên sultan. Cộng đồng rất quan tâm đến việc duy trì văn hóa của nó. Kiến thức về ngôn ngữ Hy Lạp nói là tốt đáng kể và liên hệ của họ với quê hương lịch sử của họ đã có thể bằng phương tiện truyền hình vệ tinh và người thân.
Ngày nay, cư dân Grecophone tự nhận mình là người Hồi giáo Cretan chứ không phải là người Thổ Nhĩ Kỳ như trường hợp của một số người ở Tripoli.